# Tango para una ciudad
Tango para una ciudad es un álbum de estudio por el bandoneonista de tango argentino Astor Piazzolla y su Quinteto «Nuevo Tango», grabado y editado en Argentina durante 1963. Fue grabado con los mismos músicos que el álbum anterior, Nuestro tiempo, y es considerado una continuación de este último.

## Historia
En marzo y abril de 1963 con los mismos músicos que en su álbum anterior, Nuestro tiempo, el Quinteto grabó Tango para una ciudad. Es considerado una continuación de Nuestro tiempo, pero donde Piazzolla muestra un acercamiento al jazz. El álbum contiene una nueva versión de «Tres minutos con la realidad», que comienza con un tema edificado sobre la base de la escala hexafónica que Debussy exprime en el segundo de sus preludios para piano, además de tener pasajes al estilo Bartok (el pasaje con parecidos de «tocatta») y encadenamientos conclusivos que hacen recordar al Ravel de la Tumba de Couperin.
En el álbum se pueden señalar marcadas influencias de su antiguo maestro Ginastera, sobre todo en el material de sus dos sonatas para piano. El fugaz uso de campos diatónicos formados por las teclas negras y blancas del piano en «Tango para una ciudad», proviene del segundo movimiento de la segunda sonata de Ginastera. Es posible también que Piazzolla se basó en la Cantata para la América Mágica de Ginastera de 1961 por el hecho de a partir de ese momento que Piazzola comenzó a usar con asiduidad efectos percusivos en el Quinteto, como puede verse en las diferencias entre las versiones de «Lo que vendrá» grabada en enero de 1961 y la registrada en vivo entre agosto y septiembre de 1963. En esa época también incluyó platillo y xilofón al grupo.
El poeta Juan Carlos Lamadrid escribió los textos de la contratapa del álbum. Define a Piazzolla como un músico que le dio al tango tintes «vanguardistas» y «conquista a melomanos y aficionados cultos», provocando a su vez «la reacción de los beneficiados por los intereses creados y los convencionalismos que interfieren la evolución del género». Según Lamadrid el álbum encara una verdadera «epopeya» y si bien la ubica al mismo nivel que las renovaciones poéticas, pictóricas, visuales y de «los elementos del confort».
Tango para una ciudad es considerado una continuación de Nuestro tiempo, pero también es el álbum donde Piazzolla comenzó a mostrar un mayor acercamiento al jazz. El jazz se filtra en las sincopas, en ciertos modos de acentuar y en el uso del bajo caminante, pero también en las progresiones armónicas y en las melodías que se construyen sobre los acordes. El álbum se divide en dos: por un lado condensa en la primera parte esos recursos que luego, se desperdigan a lo largo del disco. La segunda parte se escucha como una ampliación de «Tres minutos con la realidad» adaptada a las condiciones del virtusismo del Quinteto.
Piazzolla solía en ciertas piezas recorrer estilos y dejar señas de sus preferencias, las clásicas del jazz, y del tango. En «Lo que vendrá» del álbum Piazzolla interpreta a Piazzolla remeda por unos compases al Bartók del Cuarteto No. 3, con la repetición de un breve motivo en registros diferentes, las notas dobles y el leve portamento, o en un pasaje de transición de «La muerte del ángel» y en los glisandos y las cuerdas. De igual forma, Piazzolla compuso la segunda parte de Tango para una ciudad. Ocasionalmente los materiales bartokianos son usados aun al precio de resentir una estructura general El groove del Quinteto, la potencia de la ejecución, es lo que contribuye a un armado sin orgánico, es un elemento unificador del estilo piazzolliano y disimula ciertas arbitrartidades. 
El tema que cierra el álbum es «Francanapa», una muestra de la síntesis y la compresión expansiva, su originalidad se basa en las combinaciones y superposiciones métricas y sonoras (3+3+2 sobre un pie de 4/4). Piazzolla borronea las marcas de la milonga por medio de una síncopa, pero éste, en su difuminación, se resalta. El tema tiene una melodía-ostinato construida a su vez sobre la base de una nota pedal, que se va repitiendo en diferentes tonalidades. Su armonía es elemental, pero pasa a un segundo plano, arrollada por el impulso rítmico. Los otros instrumentos se pliegan, son empujados por ese material. La guitarra arpegiada y el piano también repiten patters que no llegan a constituirse en elementos motívicos, mientras que el contrabajo mantiene su propio ostinato. Si hay una obra de «diferencia en la repetición» se puede citar ésta, una de las pocas en que Piazzolla no recurre a un tema B. El violín introduce el único elemento «lírico» y contraste. Notas largas, casi siempre del acorde y elementos anacrúsicos ocasiones que permiten a la pieza avanzar sin que se desvanezcan sus rasgos constitutivos.

## Lanzamiento y publicaciones
Tango para una ciudad se editó en Argentina por CBS en 1963, y ha estado descatalogado por varias décadas. La primera reedición se hizo en Japón en 2002 por Sony, y en 2005 se editó una edición crítica por Columbia en Europa y Argentina.

## Lista de temas
Todas las canciones escritas y compuestas por Astor Piazzolla, excepto donde se indica. 
| Lado A |                                                                     |                 |          |  |
| N.º    | Título                                                              | Cantante        | Duración |  |
| 1.     | «Tango Para Una Ciudad (1ra Parte)»                                 |                 | 2:15     |  |
| 2.     | «Tango Para Una Ciudad (2da Parte)»                                 |                 | 2:30     |  |
| 3.     | «Cafetín de Buenos Aires» (Enrique Santos Discépolo, Mariano Mores) | Héctor De Rosas | 3:50     |  |
| 4.     | «Iracundo»                                                          |                 | 4:20     |  |
| 5.     | «Éxtasis»                                                           |                 | 4:25     |  |

| Lado B |                                                         |                 |          |  |
| N.º    | Título                                                  | Cantante        | Duración |  |
| 6.     | «Revirado»                                              |                 | 3:10     |  |
| 7.     | «El Mundo de los Dos» (Albino Gómez, Astor Piazzolla)   | Héctor De Rosas | 4:30     |  |
| 8.     | «Buenos Aires Hora Cero»                                |                 | 2:55     |  |
| 9.     | «Maquillaje» (Homero A. Expósito, Virgilio H. Expósito) | Héctor De Rosas | 4:00     |  |
| 10.    | «Fracanapa»                                             |                 | 3:10     |  |

## Créditos
- Astor Piazzolla - bandoneón
- Kicho Díaz - contrabajo
- Oscar López Ruiz - guitarra eléctrica
- Osvaldo Manzi - piano
- Antonio Agri - violín